# 鹿野修平
鹿野 修平（しかの しゅうへい、1999年8月27日 - ）は東京都出身のプロサッカー選手。Jリーグ・栃木SC所属。ポジションはゴールキーパー（GK）。
元プロ野球選手の鹿野浩司は実父。

## 略歴
流通経済大学付属柏高等学校では2017年にインターハイ優勝と高校サッカー選手権準優勝を経験したが、高校3年間は薄井覇斗の控えだった。高校卒業後はチームメイトの薄井、宮本優太、菊地泰智とともに流通経済大学に進学。チーム史上初の関東2部での戦いとなった3年次にレギュラーの座をつかみ、その後も薄井とレギュラー争いを繰り広げた。
2022年、同期の家泉怜依、永井颯太とともにいわきFCに加入。3月13日、J3リーグ開幕戦の鹿児島ユナイテッドFC戦でJリーグデビューを飾った。
2025年は、栃木SCへ期限付き移籍されることとなった。

## 所属クラブ
- 杉の子SC
- FRIENDLY Jrユース
- 流通経済大学付属柏高等学校
- 流通経済大学
- 2022年 -  いわきFC
  - 2025年  栃木SC（期限付き移籍）

## 個人成績
| 国内大会個人成績 | 国内大会個人成績 | 国内大会個人成績 | 国内大会個人成績 | 国内大会個人成績 | 国内大会個人成績 | 国内大会個人成績 | 国内大会個人成績 | 国内大会個人成績 | 国内大会個人成績 | 国内大会個人成績 | 国内大会個人成績 |
| 年度             | クラブ           | 背番号           | リーグ           | リーグ戦         | リーグ戦         | リーグ杯         | リーグ杯         | オープン杯       | オープン杯       | 期間通算         | 期間通算         |
| 年度             | クラブ           | 背番号           | リーグ           | 出場             | 得点             | 出場             | 得点             | 出場             | 得点             | 出場             | 得点             |
| 日本             | 日本             | 日本             | 日本             | リーグ戦         | リーグ戦         | リーグ杯         | リーグ杯         | 天皇杯           | 天皇杯           | 期間通算         | 期間通算         |
| ---------------- | ---------------- | ---------------- | ---------------- | ---------------- | ---------------- | ---------------- | ---------------- | ---------------- | ---------------- | ---------------- | ---------------- |
| 2022             | いわき           | 31               | J3               | 12               | 0                | -                | -                | -                | -                | 12               | 0                |
| 2023             | いわき           | 31               | J2               | 13               | 0                | -                | -                | 0                | 0                | 13               | 0                |
| 2024             | いわき           | 31               | J2               | 1                | 0                | 1                | 0                | 0                | 0                | 2                | 0                |
| 2025             | 栃木SC           | 31               | J3               |                  |                  |                  |                  |                  |                  |                  |                  |
| 通算             | 日本             | 日本             | J2               | 14               | 0                | 1                | 0                | 0                | 0                | 15               | 0                |
| 通算             | 日本             | 日本             | J3               | 12               | 0                | 0                | 0                | 0                | 0                | 12               | 0                |
| 総通算           | 総通算           | 総通算           | 総通算           | 26               | 0                | 1                | 0                | 0                | 0                | 27               | 0                |

出場歴
- Jリーグ初出場：2022年3月13日 J3第1節 鹿児島ユナイテッドFC戦(白波スタジアム)

## タイトル

### クラブ
流通経済大学付属柏高等学校
- 全国高等学校総合体育大会サッカー競技大会（2017年）

流通経済大学
- 関東大学サッカーリーグ戦2部（2020年）
- 関東大学サッカーリーグ戦1部（2021年）